# American Gladiators
American Gladiators è una trasmissione televisiva statunitense andata in onda inizialmente dal 1989 al 1996, e successivamente ricominciata nel 2008 per una sola stagione. La trasmissione consiste in una serie di prove di forza ed agilità fra alcuni atleti amatoriali ed i "gladiatori" del programma. La trasmissione prevede un vincitore maschile ed uno femminile. Dal 2025 tornerà su Prime Video con la conduzione di The Miz. 

## Storia del programma
La prima competizione sponsorizzata da Dan Carr e John C. Ferraro si tenne presso la Erie Tech High School di Erie e fu venduta alla Samuel Goldwyn Productions/MGM, che trasformarono il format in American Gladiators.
Lo show era registrato presso gli Universal Studios Hollywood sino al 1991, anno in cui la produzione fu trasferita presso la Gladiator Arena e dove rimase sino alla fine delle trasmissioni. La National Indoor Arena, studi dell'edizione britannica dello show, ha invece ospitato le competizioni International Gladiators. La serie, una coproduzione di Trans World International e Four Point Entertainment, fu distribuita dalla Samuel Goldwyn Television. In tutto furono prodotte sette stagioni e 139 episodi.
Un tentativo di lanciare lo show American Gladiators live a Las Vegas Strip si rivelò una frode e come tale fu perseguita. In ogni caso, la serie è ricominciata nel 2008.
Alcuni episodi della serie originale sono stati ritrasmessi su ESPN Classic tra il 2007 ed il 2009. Diversi episodi sono disponibili per il download attraverso l'iTunes Store.

## Vincitori
| Stagione      | Campione maschile                         | Campione femminile                   |
| ------------- | ----------------------------------------- | ------------------------------------ |
| 1 (1989-1990) | Brian Hutson d. Lucian Anderson           | Bridget Venturi d. Tracy Phillips    |
| 2 (1990-1991) | Craig Brahnam d. Rico Constantino         | Dorann Cumberbatch d. Maria Nichting |
| 3 (1991-1992) | Mark Ortega d. Joe Mauro                  | Kathy Mollica d. Kimberly Lentz      |
| 4 (1992-1993) | Clifton Miller d. Marty DePaoli           | Cheryl Wilson d. Betsy Erickson      |
| 5 (1993-1994) | Wesley "Two Scoops" Berry d. Troy Jackson | Peggy Odita d. Kim Tyler             |
| 6 (1994-1995) | Kyler Storm d. Dan Cunningham             | Adrienne Sullivan d. Liz Ragland     |
| 7 (1995-1996) | Pat Csizmazia d. Richard McCormick        | Tiziana Sorge d. Carla Zeitlyn       |
| 8 (2008)      | Evan Dollard                              | Monica Carlson                       |
| 9 (2008)      | Tim Oliphant                              | Ally Davidson                        |

## Riferimenti in altri media
La trasmissione nel corso degli anni è stata citata da numerosi altri show o serie televisive, come Otto sotto un tetto, Ellen, Beavis and Butt-head, Bayside School o Animaniacs. In particolar modo ne I Simpson il personaggio di Luann Van Houten è fidanzata con Pyro, ma lo tradisce con Gyro, entrambi gladiatori dello show.